# Demokratisk kontrol
Demokratisk kontrol er et begreb, der dækker over folkevalgte politikeres ret til at styre over specielt militæret i et demokrati. Demokratisk kontrol er i den sidste forbindelse identisk med begrebet "civil kontrol".

## Forskning i demokratisk kontrol med militæret
Den klassiske teori omkring demokratisk kontrol med militæret i et demokrati blev formuleret i 1957 af den amerikanske forsker Samuel P. Huntington i bogen "The Soldier and the State". Foruden at fokusere meget på amerikansk militærhistorie kommer han i høj grad også ind på hvordan demokratisk kontrol med et demokrati ideelt skal se ud. Nøgleordet for Huntington er "objektiv kontrol", hvor militæret sikres en høj grad af autonomi fra det politiske system. Friheden skal ikke misbruges og i stedet skal militæret orienteres hen imod "rene" militære opgaver. Politisk neutralitet opretholdes ved, at officererne i militæret er professionelle soldater og derfor instinktivt afholder sig fra at træffe politiske afgørelser. Lidt i stil med en læge, som opererer patienter uanset om han kender dem eller ej. Alternativet til "objektiv kontrol" er "subjektiv kontrol", hvor militæret bliver underkastet politiske særinteresser. Eksempelvis bliver underlagt politisk kontrol af et bestemt politisk parti eller kun er loyal overfor en bestemt etnisk gruppe. 
Huntingtons teori blev i 1961 indirekte imødegået af en anden amerikansk forsker, militærsociologen Morris Janowitz, der skrev bogen "The professionel soldier". I den bog argumenterede han for, at på grund af grundlæggende ændringer i det internationale system, samfundet, teknologi og helt nye typer af militære operationer var det uundgåeligt, at militære og politiske hensyn ville blive blandet sammen. Cuba-krisen i 1962 kan ses som et eksempel på en sådan opgave, hvor militæret i USA blev brugt til at lægge politisk pres på Sovjetunionen (bl.a. med en flåde-blokade), men ikke direkte indsat i kampopgaver. Disse nye opgaver ville ifølge Janowitz automatisk betyde en sammenblanding af militære og politiske opgaver. Derfor var det nødvendigt at fostre en demokratisk ånd i militæret og sørge for, at frem for et politisk neutralt militær ville få et demokratisk orienteret militær. Muligvis kan Tyskland i dag ses som et eksempel på nogle af de ting Janowitz gav udtryk for. I hvert fald har den tyske Forbundsrepublik (bl.a. som følge af den nazistiske fortid) lagt stor vægt på at skabe en demokratisk bevidsthed i den enkelte tyske soldat (kaldet Innere Führung). Forskellen mellem Janowitz og Huntington må i øvrigt ikke overbetones: Begge var ret beset enige om, at nøglen til at sikre sig mod, at militæret foretog politiske overgreb på demokratiet var den militære professionalisme. Militæret skulle ifølge Janowitz være en del af den demokratiske proces, men de skulle ikke styre den takket være deres professionelle indstilling. 
Det skal understreges, at dette blot er to af hovedværkerne indenfor forskningen. Siden Huntington og Janowitz er der blevet skrevet adskillige andre værker som beskæftiger sig med demokratisk kontrol. Men det er sigende, at forskningen konstant referer til disse to centrale teorier selv her i det 21. århundrede. 

## Demokratisk kontrol med det danske Forsvar
Demokratisk kontrol med det danske Forsvar bygger direkte på arven fra den danske enevælde, hvor kongen efter indførelsen af enevælden i 1660 skabte en stærk styring med militæret. Den danske forsker Tim Knudsen noterer sig i sin bog "Fra Enevælde til Folkestyre" i 2006: 
Selv om det dansk-norske statsapparat var så stærkt militariseret, holdt man i højere grad end i andre stater militæret som en særlig enklave under central kontrol. Trods sin styrke var militæret ikke politiserende. Det danske militær blev holdt ude af statsstyret og den civile administration. Modsat i Sverige og Preussen var det undtagelsen, at en tidligere officer fik et civilt embede. Og de militær-personer, som indgik i kongens råd, kan i løbet af hele enevælden tælles på en hånd. Nøglen til kontrollen med militæret lå i kongens hånd. Kongen deltog personligt i de militære udnævnelser på grundlag af systematiske informationer om kvalifikationer. Der blev skabt et militærakademi i 1713. Sverige fik ikke en tilsvarende institution før i 1748, og den var først permanent fra 1792. Den dansk-norske hær menes at have været den første, der gjorde udnævnelser alene afhængige af en teoretisk viden, som var kontrolleret ved eksaminer. Disciplinen synes at have været stram i den danske hær. 
Ret tidligt synes modellen for styringen med militæret i Danmark at have tilpasset sig en form for kontrol, der lignede meget Huntingtons model om "objektiv kontrol". Kontrollen med militæret blev problemfrit overført til folkestyret, da enevælden blev afviklet i 1848-1849. Militæret i Danmark var med andre ord tidligt politisk neutralt, officerskorpset blandede sig ikke i politik og følgelig udgjorde det danske militær ikke nogen trussel mod det spæde folkestyre. I modsætning til et land som Preussen, hvor officerskorpset aldrig for alvor accepterede demokratiet og op til første verdenskrig blev en reaktionær elite, som reelt overtog styringen med Tyskland i perioden 1914-1918. Eksempler på militær lydighedsnægtelse hørte således til sjældenhederne og et af dem var den 29. august 1943, da Søværnet "overhørte" en politisk ordre og sænkede den danske flåde for at hindre den tyske hær i at overtage den. 
Efter 1945 kom Danmark ind i FN og siden NATO. Samtidig blev et samlet Forsvarsministerium oprettet og den militære ledelse blev samlet i Forsvarsstaben, som i 1970 blev til Forsvarskommandoen. Modellen for demokratisk kontrol med det danske Forsvar lignede stadigvæk meget Huntingtons teoretiske model med "objektiv kontrol". Det tydeligste eksempel var adskillelsen mellem Forsvarsministeriet på Slotsholmen i København og Forsvarets ledelse, der mellem 1950 og 1973 lå på Kastellet, mellem 1973 og 2006 i Vedbæk og siden 2006 på Christianshavn. Afstanden kunne i sig selv give anledning til konflikter, som eksempelvis den fhv. brigadegeneral og nu seniorforsker på Forsvarsakademiet Michael Clemmesen skriver i 2003: 
For godt 50 år siden oprettedes embedet som Forsvarschef, og sammen med den lille Forsvarsstab blev han placeret i Kastellet. Opgaven var at være regeringens primære militære rådgiver, ansvarlig for forsvarsberedskabet. Den korte afstand til Slotsholmen lettede et tæt samspil med politikerne. Der var dog ikke behov for et specielt tæt samspil. Opgaven var klar: At forsvare Danmark mod Sovjetunionen sammen med vores NATO-allierede. Forsvarets personel var i overvældende grad værnepligtige og derfor billige, og hovedparten af materiellet fik vi fra den store allierede USA. For godt 30 år siden flyttede Forsvarschefen til den nye Forsvarskommando i Vedbæk. Opgaven var stadig den samme og klar. Den gav ikke behov for nogen tæt koordination. Men nu var ressourcesituationen stadig vanskeligere, hvilket ledte til friktion., først mellem værnene og forsvarsstaben, og efterhånden Forsvarschefens kontrol med værnene øgedes, mellem Forsvarskommando og Forsvarsdepartement. Den fysiske afstand gjorde et uformelt samarbejde på lavere niveau mellem kommando og Departement vanskeligere. I Forsvarskommandoen mente man i hovedsagen, at det var husets opgave at udforme Forsvare indenfor den givne – altid utilstrækkelige – økonomiske ramme. Departementet fandt, at dette ignorerede hensynet til den politiske ledelse, som jo netop Departementet var i tæt kontakt med. 

Blandt de ting som kunne give anledning til civil-militære konflikter var når Forsvarets ledelse følte, at Forsvarsministeriet blandede sig i "deres" område. I 1977 valgte den socialdemokratiske forsvarsminister Orla Møller eksempelvis at indsætte oberstløjtnant G.K. Kristensen fra en post i Forsvarsministeriet til posten som forsvarsstabschef i Forsvarskommandoen for på den måde at presse rationaliseringer igennem. Det er i dansk sammenhæng uhørt. I 1987 udbrød der en strid om en reform af hærstrukturen (den såkaldte AGV-konflikt), som skabte en "hadefase på et par måneder" mellem ministerium og Forsvarskommandoen (citeret fra et interview med fhv. forsvarschef general Jørgen Lyng). Efter 1990 betød de voksende internationale operationer, at der opstod behov for et voksende parløb mellem Forsvarsministerium og Forsvarskommandoen. Det kunne i perioder skabe problemer når den personlige kemi mellem forsvarschefen og forsvarsministeren ikke var god. I den såkaldte Hvidt-sag fra 2001 stemte den danske forsvarschef general Christian Hvidt for en finsk kandidat frem for en italiensk kandidat (som han var blevet instrueret til at gøre) til posten som formand for EU's militære komite. Derved skabte han en strid om de danske EU-forbehold om et militært samarbejde i EU. I 2002 var forsvarsminister Svend Aage Jensby tæt på at fyre general Hvidt, da denne i en strid om en kommende afskedsparade (som medierne hævdede var alt for bekostelig og prangende) åbent undsagte den politiske ledelse i Forsvarsministeriet i et interview i Jyllandsposten. Det fik den senere danske forsvarsminister Søren Gade i en debatbog med titlen "Den forandrede verden" skrevet sammen med Troels Lund Poulsen til at mene, at der fandtes en "usund konkurrence" mellem Forsvarsministeriet og Forsvarskommandoen. Da Hommel-sagen om mulig dansk mishandling af irakiske fanger i Irak kom frem i august 2004 foretog forsvarsminister Søren Gade den dramatiske handling at hjemsende den militære ledelse i Irak og tildele Forsvarskommandoen en skriftlig reprimande. Årsagen var, at han kun få måneder forinden i lyset af Abu Ghraib-skandalen havde meddelt Forsvarskommandoen, at han straks ville vide hvis der blot var mistanke om, at noget lignende var sket i det danske Forsvar. Det skete ikke og i stedet måtte han erfare via medierne, at en dansk sprogofficer var under mistanke for at have overtrådt Genevekonventionen. 
Selvsagt må opremsningen af konflikter ikke skabe det indtryk, af forholdet mellem ministerium og Forsvarskommandoen altid er betændt. Korte perioder med strid efterfølges typisk af lange perioder med samarbejde. Men det blev i starten af det nye århundrede erkendt, at den fysiske afstand mellem Forsvarskommandoen og Forsvarsministeriet var for stor. Det blev bl.a. overvejet af forsvarsminister Svend Aage Jensby og hans efterfølger Søren Gade at slå de to myndigheder sammen i den såkaldte Pentagon-model. Det blev afvist med henvisning til pladsproblemer og fordi der dybest set var for stor modstand mod en sammenlægning. I stedet blev Forsvarskommandoen flyttet nærmere til Københavns centrum og befinder sig siden 2006 på Christianshavn. Trods nye militære opgaver synes den klassiske model for demokratisk styring som skitseret af Samuel P. Huntington fortsat at dominere i Danmark.

## Folketinget og dansk forsvarspolitik
Folketingets rolle i forhold til dansk forsvarspolitik efter 1945 er central på visse områder og ikke-eksisterende på andre områder. Folketinget spiller først og fremmest en central i forbindelse med at udarbejde forsvarslovgivning, forsvarsforlig og finanslove. Folketinget sidder med andre ord på "the power of the purse" eller pengekassen når det gælder Forsvaret. I perioder med teknologiske og internationale forandringer kan Folketinget (hvis flertallet er til det) nedsætte en forsvarskommission, som i dybden kulegraver dansk forsvarspolitik og opstiller nye målsætninger for det danske Forsvar. Forsvarskommissioner er samtidig en væsentlig kilde til indsigt og viden om dansk Forsvar. Der blev nedsat Forsvarskommissioner i bl.a. 1988-89 og 1997-98. Ønsket om at sikre bredest mulig konsensus om dansk forsvarspolitik betød dog, at de faktiske resultater af Forsvarskommissionernes arbejde var knap så dramatiske. Men omvendt var de et godt redskab til at ryste forsvarspolitikere, embedsmænd og officerer sammen, samt til at få skabt indsigt i dansk forsvarspolitik for offentligheden. 
Dansk forsvarspolitik er "udemokratisk" i den forstand, at det centrale udvalg i Folketinget – Forsvarsudvalget – kun har en underordnet placering. Eksempelvis bliver forsvarsforlig forhandlet på plads udenom Forsvarsudvalget for på den måde at holde forsvarskritiske partier udenfor politisk indflydelse og indsigt. Dette betyder, at folketingspolitikere med interesse i forsvarspolitik må opdyrke personlige netværk hvis de ikke ønsker at få alle deres oplysninger via Forsvarsudvalget. Netværk, som kunne bestå i eksperter fra universitetsverdenen, udenlandske partier, journalister, de militære fagforeninger eller kontakter med personer ansat i selve Forsvaret. 
Folketingets rolle i forbindelse med forsvarsforlig betyder fortsat meget og eksempelvis resulterede forsvarsforliget i 2004 i, at den gamle mobiliseringsforsvar blev nedlagt. I stedet skulle Forsvaret primært bruges til internationale operationer. Dette betyder samtidig med også, at tyngden i dansk forsvarspolitik gradvis flytter sig til Udenrigspolitisk Nævn, som skal tages med på råd når danske styrker skal udsendes. Eller som skal orienteres hvis der opstår en krise under en operation, som eksempelvis Hommel-sagen i 2004. Der er dog også grænser for viden og eksempelvis fik hverken Forsvarsudvalget eller Udenrigspolitisk Nævn stort set noget at vide om hvad de danske specialstyrker (frømænd og jægersoldater) foretog sig under operationerne i Afghanistan i 2002. Dette hævnede sig i vinteren 2006-07, da der efter filmen "Den hemmelige krig" af Christoffer Guldbrandsen opstod en mistanke om, at danske styrker havde medvirket til at overtræde krigens love ved at udlevere fanger til amerikansk mishandling.